# Lago Silber
El lago Silber (en alemán: Silbersee) es un lago situado en el distrito rural de Región Hannover, en el estado de Baja Sajonia (Alemania); tiene una longitud máxima de 0.38 km, una anchura máxima de 0.23 y una profundidad máxima de 20 metros.